# Kubični metar
Kubični metar ili kubni metar (znak: m3) mjerna je jedinica za obujam (volumen) u međunarodnom sustavu jedinica (SI). Definira se kao obujam (volumen) kocke duljine stranica jedan metar:
1 m3 = 1 m·m·m
Uporaba naziva prostorni metar za jedinicu obujma u mjeriteljstvu je nezakonita, jer ovaj naziv ima posebno značenje obujma prostora u kojem su složena drva, gdje se obično računa da je jedan prostorni metar jednak 0,7 kubičnih metara drveta, tj. 1 prm = 0,7 m3.
Kubični metar sastoji se od 1 000 dm3.
Često korištene decimalne jedinice za obujam su:
- kubični milimetar ili 1 mm3 = 1·10-9 kubičnih metara
- kubični centimetar ili 1 cm3 = 1·10-6 kubičnih metara (sastoji se od 1 000 mm3)
- kubični decimetar ili 1 dm3 = 1·10-3 kubičnih metara (sastoji se od 1 000 cm3)
- kubični kilometar ili 1 km3 = 1·109 kubičnih metara

## Pretvaranja u ine jedinice
1 kubični metar je istovjetan:
- 1.000 litara
- ≈ 35,3 kubičnih stopa (približno); 1 kubična stopa = 0,028 316 846 592 m3 (točno)
- ≈ 1,31 kubični jard (približno); 1 kubični jard = 0,764 554 857 984 m3 (točno)
- ≈ 6,29 barela (približno); 1 barel = 0,158 987 294 928 m3 (točno)

Kubični metar čiste vode pri temperaturi maksimalne gustoće (3,98 °C) i standardnom atmosferskom tlaku (101,325 kPa) ima masu od 1000 kg, ili jednu tonu. Pri 0 °C, ledištu vode, masa je nešto manja, 999,972 kg.
Katkad se rabe kratice m3, m^3 ili m**3 kada eksponente nije moguće napisati ili markup nije moguć/dostupan (primjerice, u nekim tipkanim ispravama ili porukama na Usenetu).